# Roca Vecchia
Roca Vecchia (auch Roca oder Rocaveccia) ist der Name eines archäologischen Fundorts, der nur wenige hundert Meter südlich der modernen Ortschaft und Fraktion Roca Vecchia, die zur Gemeinde Melendugno gehört, und knapp 8 Kilometer östlich vom Stadtzentrum Melendugnos, in der italienischen Provinz Lecce in Apulien liegt.
Der Fundort Roca Vecchia umfasst vor allem eine mehrphasige, befestigte Siedlung, die trotz mehrerer Zerstörungen vom 17./16. Jahrhundert v. Chr. bis in die frühe Eisenzeit (bis zum frühen 7. Jahrhundert v. Chr.) kontinuierlich bewohnt war und vom 13. bis zum 11. Jahrhundert wahrscheinlich auch einen mykenisch-griechischen Bevölkerungsanteil hatte. Einzigartig ist die sehr hohe Anzahl sowohl einheimischer als auch importierter Tongefäße, die bei den Ausgrabungen in Roca Vecchia ans Licht kamen. Auch die bereits während der mittleren Bronzezeit errichtete sehr massive Wehrmauer sucht in der Region ihres gleichen. Im Mittelalter und in der Renaissance wurde das Areal teilweise überbaut. Unweit davon befindet sich eine Höhle, die Grotta della Poesia, in der sich Spuren vorgeschichtlicher und antiker Kulthandlungen fanden, insbesondere tausende von Felsinschriften, -zeichnungen oder -einritzungen aus dem 3. Jahrtausend v. Chr. bis in die Zeit der römischen Republik, darunter hunderte messapische Graffiti. In der Umgebung wurden ferner Reste vorgeschichtlicher und antiker Nekropolen entdeckt.

## Lage
Die Ausgrabungsstätte liegt wenige hundert Meter südöstlich des modernen Orts auf einer heute annähernd kreisförmigen, ins Meer ragenden Halbinsel. Durch Erosion hat sich die Größe der Halbinsel seit der Antike verringert. Die Siedlung erstreckte sich während der Bronzezeit über eine Fläche von mindestens fünf Hektar. Westlich davon befand sich sehr wahrscheinlich eine weitläufige Lagune, so dass man sich der Siedlung nur von Südsüdwesten her nähern konnte. Der natürlich gut geschützte Ort wurde zusätzlich stets landeinwärts mit einer imposanten Wehrmauer befestigt.

## Forschungsgeschichte
Bereits der Humanist Antonio De Ferrariis berichtet in seinem 1510/11 verfassten Werk De situ Japigiae von einer antiken Siedlung unter einer durch Walter VI. von Brienne Mitte des 14. Jahrhunderts erbauten und „Rocca“ genannten Festung. Die ersten systematischen Ausgrabungen wurden durch Guglielmo Paladini 1928–1932 durchgeführt, bei denen unter anderem hellenistische Mauern aus dem 4./3. Jahrhundert v. Chr. untersucht wurden. 1945–1950 fanden weitere archäologische Erforschungen des Orts und von Nekropolen in der Umgebung unter der Leitung von Mario Bernardini und Giovanna Delli Ponti statt. 1981 wurde Roca Vecchia Bestandteil eines Projekts der Universität Salento zur Erforschung der Region zwischen Otranto und San Cataldo; seit 1987 wird dabei unter der Leitung von Cosimo Pagliara vor allem die „Area Castello“ genannte Halbinsel mit der sich darauf erstreckenden Siedlung systematisch erforscht.

## Mittlere Bronzezeit
Schon die erste Siedlung, die im 17./16. Jahrhundert v. Chr. entstand, war zum Landesinneren hin durch eine mindestens 200 Meter lange, sehr massive Wehrmauer geschützt. Mit einem Haupttor, dessen Dicke bis zu 23 Metern beträgt, sowie mindestens fünf Poternen (Ausfalltore) oder Nebentoren ist sie für die italische mittlere Bronzezeit einzigartig, findet in ihrer Monumentalität nur Parallelen im östlichen Mittelmeerraum und setzt ein hohes Maß sozialer und ökonomischer Organisation voraus, ohne die solche Bauten nicht hätten verwirklicht werden können. Die Mauer wurde mehrfach restauriert und in der zweiten Siedlungsphase wurde zusätzlich ein in den Fels gehauener Graben geschaffen, der 2,5 Meter breit und tief war und über den eine Brücke aus Stein führte. Innerhalb des Haupttors und der Poternen befanden sich Gänge und Innenräume, deren Dach – zuweilen sogar ein zweites Stockwerk – durch mächtige Holzbalken gestützt wurden. Die Räume könnten als Zufluchtsorte für die Bevölkerung bei Belagerungen gedient haben, worauf auch die Anordnung von verschiedenen Gefäßtypen sowie Stein- und Knochenwerkzeuge hinweisen, die in einigen dieser Räume nachgewiesen werden konnte.
In der dritten und letzten Phase wurde die mittelbronzezeitliche Siedlung durch einen Großbrand, vermutlich infolge einer Belagerung, zerstört. Die Dramatik dieses Ereignisses, das in der zweiten Hälfte des 15. oder zu Beginn des 14. Jahrhunderts stattfand, zeigen sieben Skelette, die in der Poterne C zusammen mit zahlreichen Gefäßen entdeckt wurden: die sieben Menschen – ein Mann, eine Frau, zwei Jugendliche und drei Kinder – starben an Rauchvergiftungen während der Belagerung, bei der ein Feuer ausbrach. Erst nach ihrem Tod stürzte der Raum ein und begrub die Leichen. Ein weiteres Opfer dieses Ereignisses dürfte ein 18–20-jähriger Mann gewesen sein, der in der Nähe des Haupttors starb – sehr wahrscheinlich infolge von Stichverletzungen im Lendenbereich – und später beim Zusammenbruch unter Teilen des Tores begraben wurde. In der Nähe der Überreste dieses Mannes wurden ein Dolch ägäischer Herkunft und ein Elfenbeinköpfchen, das wahrscheinlich von einer orientalischen Pyxis stammt, gefunden. Ob der Dolch einem Angreifer oder Verteidiger gehörte und wie dieser an ein solch exklusives Stück kam, ist ungeklärt.
Bemerkenswert für diese Periode ist ferner, dass Roca Vecchia zu den wenigen Fundorten Apuliens zählt, für die schon vor ca. 1400 v. Chr. Kontakte mit Griechenland nachgewiesen werden konnten – vor allem durch mykenische Gefäßfragmente aus dem Späthelladikum II A und B (15. Jahrhundert nach traditioneller Chronologie), die in den mittelbronzezeitlichen Schichten entdeckt wurden.

## Späte Bronzezeit
Nach der Zerstörung der letzten mittelbronzezeitlichen Siedlung wurde diese schnell wieder aufgebaut und die Mauern nochmals verstärkt. Dabei wurde ein neues Tor geschaffen. Auffallend ist, dass beim Errichten der Gebäude nun kaum noch Holz verwendet wurde, dafür umso mehr Kalksteinblöcke. Ein weiterer Unterschied zur mittelbronzezeitlichen Siedlung ist der Verzicht auf kleinere Poternen in der Wehrmauer. Die Siedlung weist Spuren von mehreren Brandkatastrophen auf. Ferner ergaben die archäologischen Untersuchungen, dass Roca Vecchia in jener Zeit gut strukturiert war, mit Hauptstraßen sowie Vierteln für Kulthandlungen und Vierteln für spezialisierte Produktionsstätten. Bei den Ausgrabungen wurden große Mengen lokaler Impastokeramik, aber auch ein hoher Anteil mykenischer Keramik zu Tage gefördert. Letztere datiert ins 13. und ins 12. Jahrhundert v. Chr. (Perioden SH III B und III C) und begegnet in einer Fülle unterschiedlicher Gefäßformen. Zu unterscheiden sind verschiedene offene Formen zum Genuss von Getränken und Speisen sowie geschlossene, große Gefäße zum Transport oder Lagern von Gütern. Bemerkenswert ist, dass ägäisch anmutende Keramik nun auch lokal produziert wurde: neben sogenannter italo-mykenischer Keramik auch grau polierte Ware und Gefäßformen, die bei der Impastokeramik bisher fremd waren.
Ferner wurden Spuren einer Vielzahl an Pflanzen und Tieren nachgewiesen, die nicht nur Aufschlüsse über die Nahrungsgewohnheiten der Bevölkerung geben, sondern auch über die sonstige Nutzung tierischer Materialien, die weiterverarbeitet wurden.

## Endbronzezeit und frühe Eisenzeit
Die endbronzezeitlichen Schichten datieren ins 11. bis an den Anfang oder die Mitte des 10. Jahrhunderts v. Chr. Die Wehrmauer wurde wieder aufgebaut und neue Gebäude in der Siedlung entstanden. Auffallend ist, dass nun wesentlich mehr Holz verbaut wurde, als in der vorangegangenen Periode. Die Innenbebauung erfolgte sehr planmäßig in rechtwinkligem Schema. Jedoch war die Siedlung flächenmäßig etwas kleiner. Auch in dieser Phase reißen die Kontakte zu Griechenland nicht ab, wie importierte Spät- und Submykenische Keramik aus dem 11. Jahrhundert v. Chr. beweisen, die zusammen mit einheimischer Impasto-Ware und süditalisch-protogeometrischer Keramik (früher meist „japygisch-protogeometrisch“ genannt) zu Tage trat. In einem Raum, der mit kultischen Handlungen in Zusammenhang gebracht wird (sogenannter „Hüttentempel“), kamen zwei mutmaßliche Horte ans Licht: ein Gold- und ein Bronzehort. Unter den Fundstücken waren auch zwei goldene Sonnenscheiben.
Auch nach einer Brandzerstörung im 10. Jahrhundert v. Chr. wurde die Siedlung nicht verlassen, sondern rasch wieder aufgebaut. Die Wehranlage jedoch wurde nicht mehr restauriert, aber auch nicht abgetragen. Auch in dieser Periode der frühen italischen Eisenzeit, in der Roca Vecchia vom 10. bis ins 7. Jahrhundert v. Chr. bewohnt war, hatte die Siedlung weiterhin strategisch wichtige Bedeutung. Zwar sind für die frühen Phasen keine Kontakte mit Griechenland nachweisbar, aber im 8. Jahrhundert blühte der transadriatische Handel wieder auf, wie Amphoren und andere hochwertige Gefäße zeigen, die in Korinth oder Kerkyra hergestellt wurden. Roca Vecchia dürfte damals eine wichtige Zwischenstation des vor- und frühkolonialen Handels mit anderen Regionen Italiens und Siziliens gewesen sein. Auffallend sind auch starke Anzeichen für kultische Handlungen und (Bestattungs-)Rituale, vor allem in der Nähe der zerfallenden bronzezeitlichen Wehrmauer. Die Ausgräber vermuten einen „Kult der Ruinen“ oder der alten Erinnerung.

## Grotta della Poesia

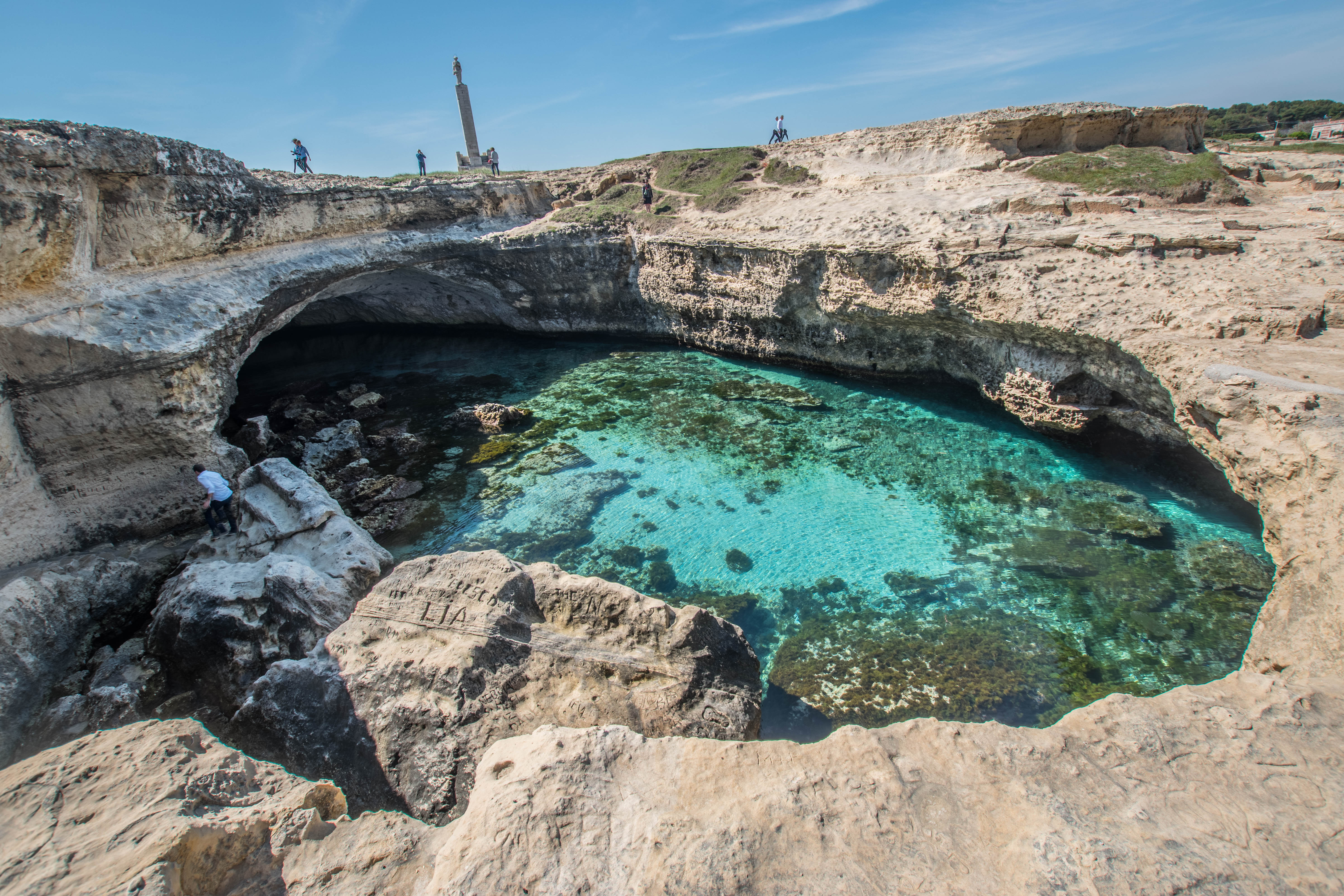
Grotta della Poesia

Unweit der vorgeschichtlichen Siedlung befindet sich die Grotta della Poesia, eine ellipsenförmige Höhle, für die ab der Jungsteinzeit menschliche Aktivitäten belegt sind. Ihr Name leitet sich vom mittelgriechischen Πόσις ab, das Bezug auf eine früher hier vorhandene Trinkwasserquelle nimmt. Während heute der Zugang und Teile der Höhle unter Wasser stehen, waren diese in früheren Zeiten trocken. Auch ist das Dach der Höhle nach der Antike eingestürzt. Die Höhle wurde über einen sehr langen Zeitraum zu kultischen Zwecken genutzt, wovon unter anderem zahlreiche Felsmalereien und Graffiti zeugen. Die ältesten, allerdings auch am schlechtesten erhaltenen Spuren stammen aus dem Neolithikum und zeigen Hände, Füße, menschliche, tierische oder auch abstrakte Motive. Enge Parallelen dazu finden sich in der etwa 25 km entfernten Grotta dei Cervi bei Porto Badisco (Gemeinde Otranto).
Ferner fanden sich in der Höhle zahlreiche Inschriften und Graffiti aus dem 4. bis späten 2. Jahrhundert v. Chr. Sie sind teils in Messapisch, teils in Latein geschrieben, eine Inschrift ist altgriechisch. Diese Votiv-Inschriften zeugen von der Verehrung der einheimischen Gottheit Thaotor Andirahas (bzw. Latein: Tutor Andraios) und stammen von Menschen unterschiedlicher sozialer Herkunft.